# Bišćani
Bišćani (en serbe cyrillique : Бишћани) est un village de Bosnie-Herzégovine. Il est situé sur le territoire de la ville de Prijedor et dans la république serbe de Bosnie. Selon les premiers résultats du recensement bosnien de 2013, il compte 948 habitants.

## Géographie
Le village est situé au bord de la rivière Sana, un affluent droit de l'Una ; son territoire est également traversé par la rivière Ljubija, un affluent de la Sana.

## Démographie

### Évolution historique de la population dans la localité
| 1948 | 1953 | 1961 | 1971  | 1981  | 1991  | 2013 |
| ---- | ---- | ---- | ----- | ----- | ----- | ---- |
| -    | -    | 928  | 1 319 | 1 384 | 1 440 | 948  |

|  |